# John Mayall
John Brumwell Mayall (Macclesfield, Cheshire, 29 de noviembre de 1933–22 de julio de 2024), OBE, fue un cantante, instrumentista (especialmente tecladista y guitarrista) y compositor británico de blues rock. Precursor del blues británico junto con Alexis Korner.
En 1955 fundó su primer grupo, The Powerhouse Four, y posteriormente su más famosa banda: The Bluesbreakers, en la que contó con la colaboración de guitarristas como Eric Clapton, Peter Green y Mick Taylor. Su banda fue el alma de diversas formaciones posteriores. Mick Fleetwood y John McVie formaron parte de la banda y participaron en la grabación de A hard road, junto con el guitarrista Peter Green, formando tras dejar los Bluesbreakers, Fleetwood Mac.
The Bluesbreakers consiguió hacer magníficos discos en la década de los 60, así como el famoso álbum Bluesbreakers, en cuya portada aparece Eric Clapton hojeando un ejemplar del cómic Beano. Después de la salida de Clapton para formar el trío de blues-rock Cream, Mayall buscaría un nuevo guitarrista, Peter Green. Después de grabar con Green el disco A hard road, Green se marcha para formar Fleetwood Mac.
En palabras del propio Mayall: "Un día, teníamos un concierto y no teníamos guitarrista, entonces apareció Mick Taylor". Mayall quedó gratamente impresionado con el joven guitarrista; pero este se marchó al terminar el concierto. Tras buscarlo intensamente, John localizó a Taylor y le ofreció el puesto de guitarra en su banda. Él y Taylor grabarían juntos el legendario Crusade, donde Taylor brilla con luz propia, y en 1969, el psicodélico Bare Wires. Taylor se iría después a sustituir a Brian Jones en los Rolling Stones.
A partir de 1969 Mayall grabará los discos bajo su propio nombre. No obstante, ocasionalmente agrega el "and The Bluesbreakers", para sus músicos de apoyo, en discos y actuaciones.
La banda dejó definitivamente a existir en el 2008, por lo que Mayall comenzó a rodearse de otros músicos.

## Vida personal

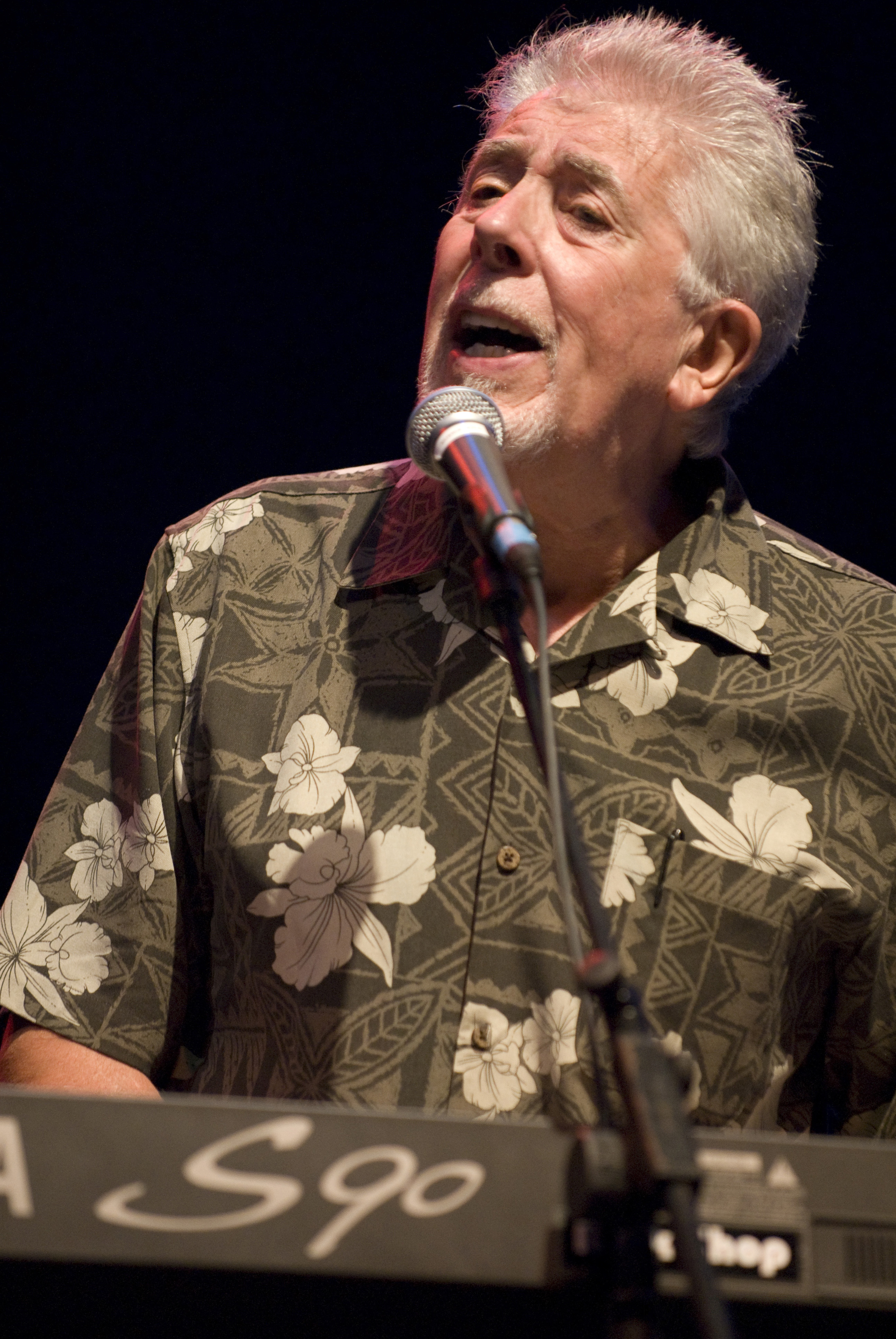
John Mayall en una presentación (2007).

Nacido en 1933, John Mayall creció en Cheadle Hulme. Era hijo de Murray Mayall, guitarrista y entusiasta del jazz, y desde muy joven se sintió atraído por los sonidos de los músicos de blues americanos, como Lead Belly, Albert Ammons, Pinetop Smith y Eddie Lang, y por lo tanto aprendió a tocar el piano, la guitarra y la armónica.
Como parte de su servicio nacional, fue enviado a Corea.
En 2005, Mayall fue nombrado Oficial de la Orden del Imperio Británico (OIB) en la Lista de Honores.

## El camaleón delblues

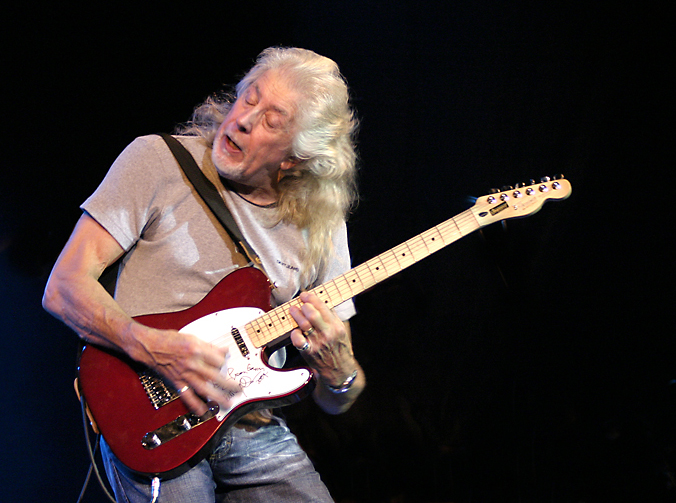
John Mayall en un concierto en el Festival de Blues de Notodden de 2004

En la carrera de John Mayall podemos encontrar algunas etapas claramente diferenciadas por el tipo de blues que ha hecho.
En pleno auge del rock and roll, y en su primer cuarto de siglo de vida, John Mayall hacía música en su natal Macclesfield (Mánchester) con un grupo al que llamaban The Powerhouse Four. Luego, en 1962, formó The Blues Syndicate.
En 1963 se marcha a Londres, donde, apoyado por Alexis Korner, formará The Bluesbreakers, literalmente "los rompe blues", el primer grupo con el que hace historia.
Por entonces en Inglaterra está cogiendo forma una incipiente "movida blues", de la que el grupo The Rolling Stones (por un blues de Muddy Waters) serán sus primeros representantes con éxito. Los Stones tienen el mérito de haber adaptado al pop británico el lenguaje del Chicago sound, lo que impulsará la explosión del blues británico, y por mucho ayudará al desarrollo de la carrera de Mayall. 
Precisamente, las formaciones de los Bluesbreakers se corresponden al de las orquestas de este Chicago sound, integradas por guitarras eléctricas, bajo, batería, teclados y sección de viento, sobre todo armónica, en ciertos casos.
Para la segunda mitad de los sesenta la escena musical británica se llena de artistas y grupos que mantienen con el blues relaciones un tanto cercanas.
Paralelamente, en California, coge forma otra corriente musical, la cual junto con la aparición del movimiento hippie, impregna el aire con un nuevo "aroma", y abren nuevos horizontes para las artes y las ideas, lo que atrae a muchos músicos británicos, incluyendo a John Mayall.
Entonces, los grupos ingleses llevan el blues por las universidades, teatros y festivales de los EE. UU. Algunas bandas norteamericanas también hacen lo propio, y a fines de los sesenta la escena del blues pasa de Inglaterra a Norteamérica.
Mayall acusa el cambio, y en 1968 se marcha a California. Tras pasar unas vacaciones en Laurel Canyon, en la casa de Bob "el Oso" Hite, cantante y líder de los Canned Heat, prominente banda del blues en los EE. UU., Mayall se queda en ese país (en homenaje a esos días, grabó The Bear ("el oso"), contando sus vivencias en las colinas de Laurel Canyon).
Sintonizado con las nuevas propuestas de amor y paz, entre 1969 y 1971 Mayall se decantó por un blues acústico, sin batería. Hace entonces un blues cálido y suave, con orientación hacia la movida hippie, representada por el uso de la flauta y la guitarra acústica.
No obstante el predominio folk en esta etapa, Mayall no abandona del todo los estándares del blues más eléctrico. Además, le da un cierto toque de jazz, acercándose bastante a la onda beatnik de los años cincuenta, y presagiando en algo lo que vendrá.
Efectivamente, durante 1972 a 1974 fusionó el blues con el jazz, integrando su banda con varios músicos. Saca entonces un sonido tipo big band, con un marcado toque de swing y jump blues. Para la segunda mitad de los setenta le agrega al blues sabores country y funky. Por entonces Mayall ya vive plenamente en California, y su blues se ha americanizado. Incluso, sucumbe un poco al sonido discoteca.
El blues que ofrece Mayall por esta época está salpicado de los arreglos estándares del pop-rock americano, de raíces country, algo así como el que hacen los Eagles o los también británicos Fleetwood Mac.
También se nutre de otro gran estilo, que entonces marca el desarrollo de la música popular en los EE. UU. Este es el funky-soul, como Earth, Wind & Fire y los Commodores.
Mayall cerrará los setenta algo perdido en el torbellino de la música disco, lo que por cierto no fue ajeno a otros artistas, como los casos de Rod Stewart y The Rolling Stones, entre los más sonados, y con una larga trayectoria.
A partir de los ochenta, Mayall retorna al sonido blues rock de los primeros Bluesbreakers.

## Grabaciones
Además, John Mayall intervino como invitado en Raw Blues, disco en el que colaboró con otras figuras del blues británico y estadounidense. La grabación fue una iniciativa del empresario discográfico Mike Vernon, que también era productor de Mayall en Decca Records, y figura clave en la expansión del blues en Inglaterra. Vernon fundó el sello Blue Horizon, en el que se dieron algunos de los más interesantes encuentros entre músicos, de ambos lados del Atlántico.
En 1969 se da un punto de inflexión en la carrera de Mayall. Se cambia para Polydor, y se vuelve acústico. Efectivamente, todos los discos de esa etapa son acústicos, algo tipo "unplugged", salvo Back to the roots, que es un doble muy variado en su contenido, y lleno de estrellas.
En 1972 entrega su primer encuentro con el jazz.
En los ochenta Mayall vuelve a sus raíces sonoras, con un blues-rock a la Bluesbreakers. Y así se ha quedado hasta ahora. Existe además un número indeterminado de compilaciones, ediciones piratas, una que otra exclusiva de algún país y apariciones como invitado (por ejemplo, Livin' the blues, de los Canned Heat). En todo caso, se han citado los discos más importantes de su discografía oficial, agrupados de manera que se pueda apreciar la evolución artística de Mayall.

## Discografía
- 1966: Blues Breakers with Eric Clapton
- 1967: A hard road
- 1967: Bluesbreakers with Paul Butterfield (EP de cuatro temas, invitado Paul Butterfield)
- 1967: The blues alone
- 1967: Crusade
- 1968: Bare wires
- 1968: Blues from Laurel Canyon
- 1969: Looking back
- 1969: Thru the years
- 1970: Empty rooms
- 1970: USA Union
- 1971: Back to the roots (doble)
- 1971: Memories
- 1973: Ten years are gone (doble)
- 1974: The latest edition
- 1975: New year, new band, new company
- 1975: Notice to appear
- 1976: Banquet in blues
- 1977: A hard core package
- 1979: The bottom line
- 1980: No more interviews
- 1981: Road Show Blues
- 1987: Chicago line
- 1988: Archives to Eighties
- 1990: A sense of place
- 1992: Cross Country Blues
- 1993: Wake up call
- 1995: Spinning Coin
- 1997: Blues for the lost days
- 1999: Padlock on the Blues
- 2001: Along for the ride
- 2002: Stories
- 2005: Road dogs
- 2007: In the palace of the king
- 2009: Tough
- 2014: A special life.
- 2015: Find a way to care
- 2017: Talk about that
- 2019: Nobody Told Me
- 2022: The Sun Is Shining Down

### Directos
- 1965: John Mayall plays John Mayall
- 1968: Diary of a band. Vol. I y II
- 1969: The turning point
- 1972: Jazz-blues fusion
- 1973: Moving on
- 1977: Lots of people
- 1977: Primal solos
- 1978: The last of the British blues
- 1985: Behind the iron curtain
- 1988: The power of the blues
- 1994: 1982 Reunion concert
- 1999: Live at the Marquee 1969
- 1999: The masters (doble)
- 1999: Rock the blues tonight (doble)
- 2003: 70th birthday concert (doble)
- 2003: Rolling with the blues (doble + dvd)
- 2007: Live from Austin, TX
- 2007: Live at the BBC
- 2015: John Mayall's Bluesbreakers - Live in 1967 vol. 1
- 2016: John Mayall's Bluesbreakers - Live in 1967 vol. 2
- 2023: John Mayall's Bluesbreakers - Live in 1967 vol. 3
- 2023: Live in France 1967-73 (doble con dvd)

## Sus músicos
Durante su carrera, que abarca cinco décadas, John Mayall se ha caracterizado por no tener una banda estable. Con el nombre colectivo de Bluesbreakers, o simplemente bajo su propio nombre, Mayall ha usado los servicios de músicos de toda clase y trayectoria. Algunos de esos músicos han permanecido junto a él varios años, a veces yendo y viniendo, y algunos otros han estado solo de paso. Algunos no dejaron grabaciones formales, y solo se les puede escuchar a través de piezas de archivos, no siempre de buena calidad (por ejemplo, Primal solos).
Entre los músicos más fieles, se encuentra el bajista John McVie, que lo acompañó durante los años sesenta, hasta que a finales de 1967 se marchó con Peter Green y Mick Fleetwood a formar Fleetwood Mac. Posteriormente, en algunas ocasiones McVie ha respondido a la llamada de Mayall.
También el bajista Larry Taylor, ex-Canned Heat, que lo acompañó al final de su etapa acústica (1970-1971) y al inicio del periodo jazz-blues (1972). En muchas ocasiones ha vuelto a colaborar con Mayall.
Otros bajistas fueron Andy Fraser (1967), Tony Reeves (1968) y Steve Thompson (1968-1970). Jack Bruce (1965) también hizo algunas paradas en los Bluesbreakers, donde precisamente empezó la fragua de Cream.
Como nota curiosa, en el Empty rooms encontramos el tema "To a princess", en el que intervienen Larry Taylor y Steve Thompson. El tema no cuenta con guitarra ni batería, se trata de la voz de Mayall, y de fondo el piano marcando el ritmo y los bajos de Taylor y Thompson.
Entre los guitarristas se cuentan Eric Clapton (1966), Peter Green (1967) y Mick Taylor (1968). En el periodo acústico o "unplugged" estuvieron Jon Mark, Harvey Mandel y Jerry McGee. Para la aventura de jazz setentera contó con Freddy Robinson (1971-1972). Después de Robinson, se hicieron cargo Victor Gaskin (1973), Randy Resnick (1974), Rick Vito (1975), Gary Rowles (1976) y James Smith (1977). Desde los ochenta destacan Coco Montoya y Walter Trout. 
De los bateristas, son memorables los momentos con Hughie Flint (1965-1966), Aynsley Dunbar (1966) y Keef Hartley (1967-1968). En los setenta estuvieron Ron Selico (1971), Soko Richardson (1974-1975 y 1977) y Frank Wilson (1976). Hartley reapareció ocasionalmente.
Entre 1969 y 1971 John Mayall se moverá en la onda "unppluged", y prescindirá de baterista. Salvo para el doble Back to the roots (1970), en que contó con los servicios de Hartley y Paul Lagos.
Ocasionalmente Mayall ha tenido una sección de viento, integrada por Chris Mercer (1966-1967), Dick Heckstall-Smith (1967-1968), Henry Lowther (1968) y John Almond (1969-1970). A partir de los setenta, se sumaron al staff del bronce Clifford Solomon (1971-1973), Blue Mitchell (1972-1973), Fred Jackson (1972), Ernie Watts (1972), Charles Owens (1972), Red Holloway (1973-1974 y 1976), entre otros.
Vale también mencionar al violinista Don "Sugarcane" Harris (1970-1971).
En la segunda mitad de los setenta, Mayall agregó las voces femeninas de Dee Mckinnie (1975), Pepper Warkins y Patty Smith (ambas 1976).
Desde los ochenta, Mayall ha reclutado nuevos talentos. Ocasionalmente llama a algunos de sus viejos colaboradores, como McVie, Fleetwood, Taylor o Green.
Sin embargo, de esos esfuerzos, su producción no ha recuperado el desenfado y la trascendencia artística de antaño, cuando cada disco constituía un hito en la progresión del blues.
Pero, no obstante el inmovilismo artístico de años recientes, por su pasado recorriendo todos los rincones del género, la obra de Mayall permanece como el arquetipo del blues hecho por blancos, y difícilmente otros puedan reclamar ese mérito.

## Su legado
La contribución de John Mayall a la historia de la música del siglo XX puede ser valorada tanto por su propio trabajo como por haber sido un "busca talentos".
Mayall es el primer experimentador del blues. Para eso se ha apoyado en excelentes músicos, muchos de los cuales continuaron su propia carrera e hicieron historia.
En 1966 Jack Bruce y Eric Clapton se encontraron en la banda de Mayall, ocasionalmente para actuaciones en vivo. Ese fue el núcleo que, junto con Ginger Baker, formó Cream. Y el resto es historia. Los discos de archivos Thru the Years y Primal solos (este de grabación deficiente) documentan bien esos momentos.
En 1967 Peter Green se encuentra con John McVie y Mick Fleetwood. Luego se irán a formar Fleetwood Mac. El disco Looking Back, también de archivos, testimonia esos encuentros.
En 1968 tocan juntos John Hiseman y Dick Heckstall-Smith, que fundarán Colosseum. Al respecto, resulta ilustrativo el Bare Wires.
Andy Fraser, de esa misma época (Bare Wires), se irá a Free. Y luego Mick Taylor, a los Rolling Stones.
Otros ex-Bluesbreakers también iniciarán sus carreras y, cuando menos, grabarán algún que otro disco memorable, que hoy son joyas buscadas por los aficionados al blues y el rock. Así, tuvieron sus propias bandas los bateristas Keef Hartley y Aynsley Dunbar.

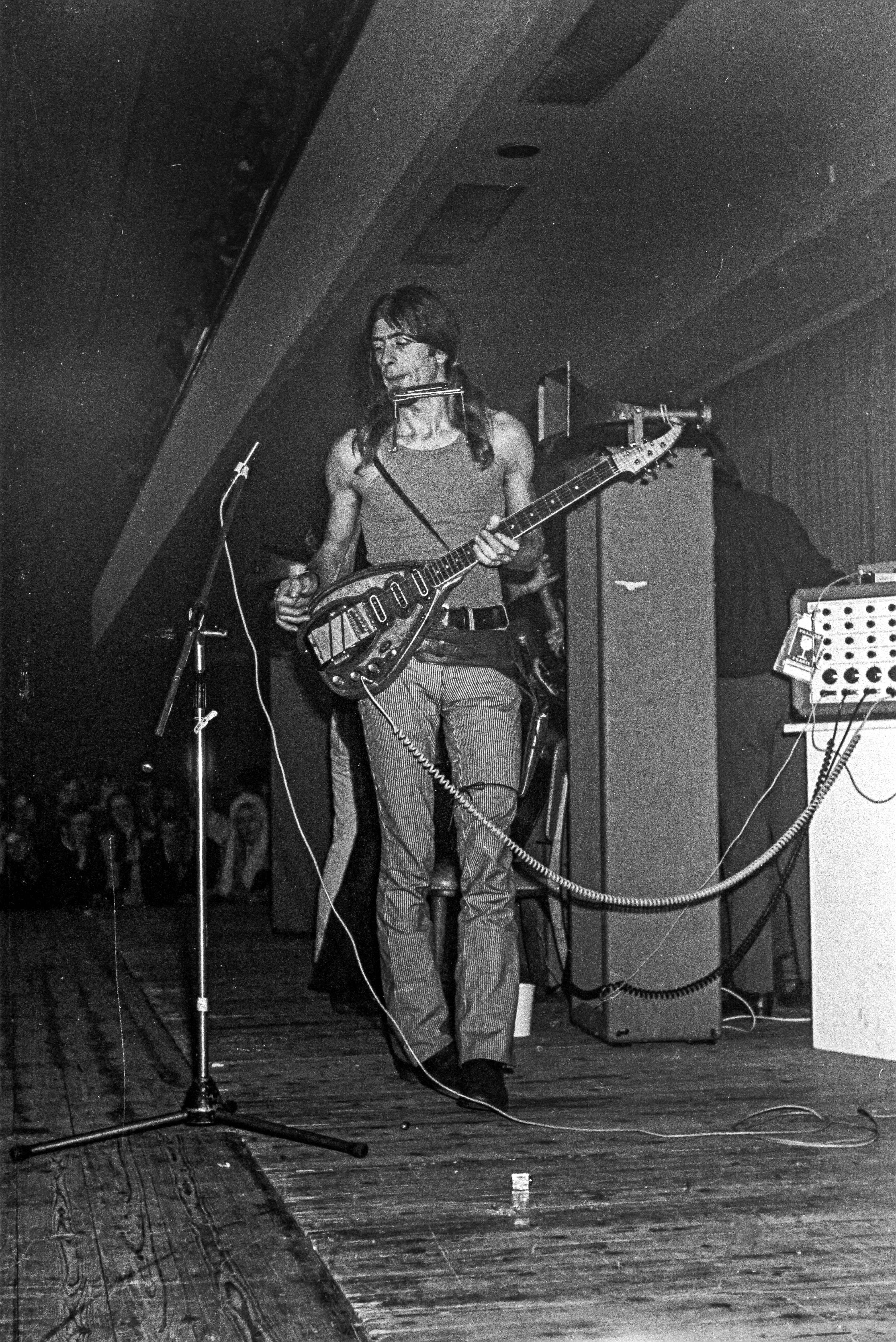
John Mayall 1970, Niedersachsenhalle, Hannover

En 1970 graba Back to the Roots, disco doble, junto con algunos de los músicos que le acompañaron en el pasado. Uno de los mejores de Mayall.
En 2003 celebró los 70 años de edad en un concierto con algunos de los músicos que han trabajado con él, entre ellos Clapton y Taylor. Además, para la ocasión lo acompañó Chris Barber, verdadera leyenda de la música británica, por cuya orquesta pasaron Alexis Korner (guitarra) y Cyril Davis (armónica). Barber es reputado como uno de los más antiguos responsables de la introducción del blues en Inglaterra. En su época, realizó presentaciones acompañado con Muddy Waters.
Pero John Mayall no solo tiene el mérito de ser una de las ramas principales del árbol genealógico del rock. También es uno de los responsables de la expansión del blues más allá de los límites del purismo y de la audiencia negra. Es por eso una de las figuras blancas más importantes, si no la más, del blues moderno, de gran auge a partir de los años sesenta del siglo XX. 
El rol de Mayall en el esparcimiento del blues más allá de sus límites tradicionales queda en evidencia cuando bandas como los canadienses Rush, con una propuesta tan distante del blues (salvo su primer disco), admiten que en tiempos embrionarios incluían en su repertorio temas de los Bluesbreakers.
Por supuesto, bandas como The Rolling Stones, The Yardbirds o The Animals también son reconocidas como responsables de la expansión del blues dentro del mundo rock. Incluso con mayor responsabilidad que el propio Mayall, pues la juventud de sus integrantes las ponía más cerca de la audiencia del rock, lo que hizo del blues un género con alcances pop, al menos en cierto momento.
Pero estas agrupaciones, y otras similares, precisamente pronto se alejaron de lo que podría considerarse propiamente blues, y se encaminaron por senderos en los que el género se volvió ante todo una influencia reconocida y respetada, recordado una que otra vez en sus grabaciones o actuaciones en vivo. A diferencia de John Mayall, el cual siempre se mantuvo dentro del terreno del blues. 
Aunque claramente no han faltado las críticas, no solo a Mayall, sino, en general, a los blancos haciendo blues, denunciando una asepsia y perfeccionismo que desnaturalizan al género. Más aún, no ha faltado quien hable de un blues blanco, en contraposición a un blues negro. Una discusión similar a la que se dio en el jazz, cuando éste saltó del mundo negro al blanco. Se decía, simplemente, que los blancos no tenían el "toque", el "sabor", el "feeling", adecuados para interpretarlo.
Sin embargo, podrían ser acusados de lo mismo guitarristas negros como Luther Allison o Robert Cray, ambos de una gran pulcritud. 
Anki Toner, en su obra Blues (1995), ofrece una pertinente opinión, cuando afirma: "(...). Cualquiera que haya tenido relación con un hecho cultural (en este caso el blues) a una edad lo suficientemente temprana como para no tener formado demasiados prejuicios sobre él, puede, potencialmente, considerarlo como parte de su propia herencia cultural, asimilarlo y, por lo tanto, usarlo como medio de expresión de forma completamente natural." 
En cuanto a Mayall, su disco Blues alone (1967), en el que toca todos los instrumentos, sin la asistencia de luminaria alguna de la guitarra, y salvo el acompañamiento de Keef Hartley en la batería, prueba su dominio alcanzado en el blues. Además, Mayall tuvo contacto con el blues desde temprana edad, gracias a la colección de discos de su padre, lo que le dio un amplio conocimiento de la historia del género, y que le permitió evolucionar con conocimiento de causa, como lo atestiguan las etapas por las que ha pasado su obra.

## El padre blanco del blues

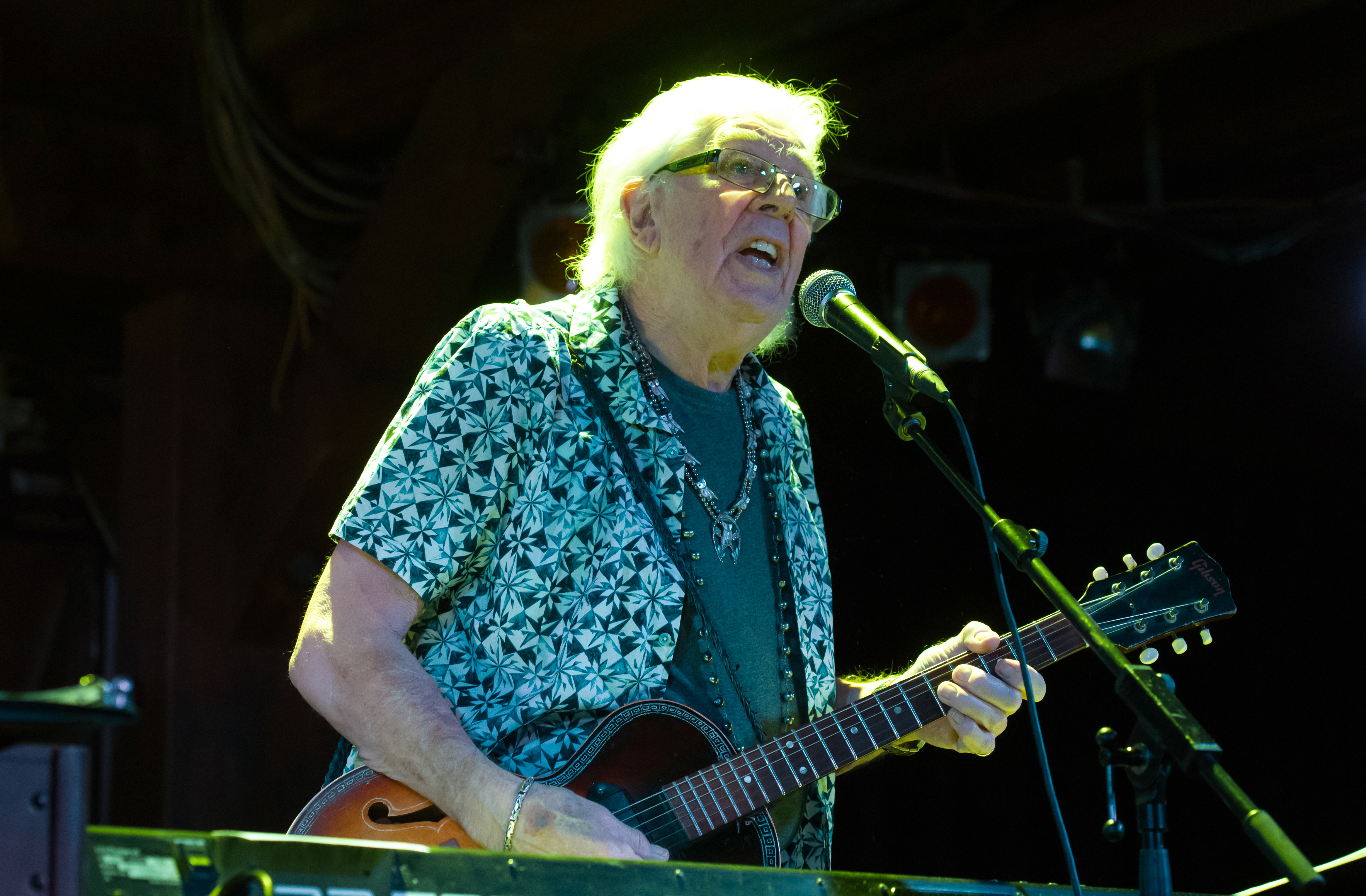
Mayall en 2017.

El descubrimiento que el mundo del rock hizo de John Mayall se debió, primero, a la difusión que hicieron de su nombre los músicos que habían colaborado con él; segundo, a la multiplicación de bandas que en Inglaterra practicaban el blues, en el contexto del rock de los sesenta, y que llegaban a un público más amplio; y tercero, a la divulgación de su propio trabajo, precisamente gracias al boom del llamado blues británico, que el mismo ayudó a impulsar.
Por su parte, John Mayall, cuyo padre era coleccionista de jazz, había sido un cultor del blues desde los trece años de edad (1946), cuando también empezó a tocar la guitarra. Para la segunda mitad de la década de 1950, cuando el blues empieza a ingresar en la cultura de masas a través del rock and roll, Mayall era ya un "veterano" de veinticinco años de edad, con información suficiente sobre el blues. Además, debido a su edad, era menos influenciable por la "violencia juvenil" del rock and roll. De ahí que, ya en los sesenta, su forma de hacer blues fuera conservadora, con relación a las bandas que también practicaban el género, como The Rolling Stones o The Yardbirds. 
Sin embargo, las agrupaciones de Mayall, conocidas como The Bluesbreakers, sí estaban integradas por muchachos, lo que daba a su blues la suficiente fuerza y carisma para atraer a un sector del público del rock. Logró así moverse un poco por fuera del underground, convirtiéndose en el primer bluesman del rock. Precisamente, fue, en retrospectiva, cuando su nombre apareció en las marquesinas del rock, que lo bautizaron como "el padre blanco del blues", "el padrino del blues británico" o "el padre fundador del blues británico". 
John Mayall no es el primer blanco en tocar blues. Ya en el folclore de los Estados Unidos ha habido antecedentes al respecto. Jimmie Rodgers, Hank Williams y otros han grabado blues. Es más, el blues ha ocupado en la música de los "hill-billies" norteamericanos un lugar considerable desde mucho tiempo atrás. Y en tiempos "modernos" los norteamericanos John Hammond Jr. y Paul Butterfield han dado muestras de buen blues hecho por blancos. Incluso en Inglaterra, Lonnie Donegan, Chris Barber, Cyril Davis, Alexis Korner o Graham Bond podrían reclamar el mentado título.
Mayall generalmente ha escrito sobre temas de actualidad. En las décadas de 1960 y 1970 cantó sobre las drogas, el sexo, la naturaleza y la represión policial, también sobre su vida, familia y amores. Muchos de esos temas —ahora están superados como tabúes— eran candentes en su momento: como ejemplo, la canción "Looking at tomorrow", del doble Back to the roots (1971), que fue prohibida en España porque su letra hablaba de la homosexualidad. 

### Años 2000
En noviembre de 2008, Mayall anunció en su página web que disolvía los Bluesbreakers, para reducir su gran carga de trabajo y darse libertad para trabajar con otros músicos. Tres meses después se anunció una gira mundial en solitario, con: Rocky Athas a la guitarra, Greg Rzab al bajo y Jay Davenport a la batería. Tom Canning, al órgano, se unió a la banda para la gira que comenzó en marzo de 2009. En septiembre de 2009 se publicó un álbum. Desde entonces, Mayall ha seguido girando con la misma banda de acompañamiento, menos Canning, que lo dejó debido a otras prioridades.
En 2015, Dinu Logos publicó John Mayall: The Blues Crusader, la primera biografía de Mayall que incluye detalles exhaustivos de cada banda que formó y de cada grabación que realizó. En 2018, Mayall hizo una nueva incorporación a su banda; su primera mujer como guitarrista principal, Carolyn Wonderland.

### Periodo de Forty Below Records
Mayall actuando en Seattle, 2019. En 2013, Mayall firmó con el sello del productor Eric Corne, Forty Below Records. Los dos han producido 4 álbumes de estudio juntos, A Special Life con el acordeonista C.J. Chenier, Find a Way to Care, Talk About That con Joe Walsh y Nobody Told Me. Corne también remasterizó algunas grabaciones en vivo de 1967 con Peter Green, John McVie y Mick Fleetwood publicadas como Live in 1967 Volumes I y II. En 2016, Mayall fue incluido en el Salón de la Fama del Blues.
La autobiografía de Mayall, Blues From Laurel Canyon: My Life As A Bluesman, coescrita con el autor Joel McIver, fue publicada por Omnibus Press en agosto de 2019.

## Vida posterior
Mayall comenzó a vivir en los Estados Unidos a tiempo parcial a finales de la década de 1960, viviendo allí a tiempo completo a principios de la década de 1970. Un incendio forestal destruyó su casa en Laurel Canyon en 1979, dañando seriamente sus colecciones y archivos musicales.
Mayall se ha casado dos veces y tiene seis hijos y seis nietos. Su segunda esposa, Maggie Mayall, es una intérprete de blues estadounidense, y desde principios de la década de 1980 ha participado en la gestión de la carrera de su marido. Se casaron en 1982 y se divorciaron en 2011. 

## Muerte
John Mayall murió en su casa de California el 22 de julio de 2024, a la edad de 90 años.

## Miembros de la banda

### Miembros actuales
John Mayall - voz, teclados, armónica, guitarra rítmica (1963-presente)
Greg Razab - bajo, percusión ocasional (1999-2000, 2009-actualidad)
Jay Davenport - batería, percusión (2009-presente)
Carolyn Wonderland - guitarra principal (2018-presente)
a partir de 2020.